# جيم برين
جيم برين (بالإنجليزية: Jim Breen)‏ هو لغوي أسترالي، ولد في 1947.